# Maximus (Konsul 523)
Flavius (Anicius) Maximus († 552 in Kampanien) war ein römischer Senator und patricius des 6. Jahrhunderts n. Chr.
Maximus war angeblich ein Nachkomme des weströmischen Kaisers Petronius Maximus aus dem Haus der Anicier. Er wurde, noch jung, im Jahr 523 Konsul. In den Variae (epistulae) des Cassiodor ist ein Schreiben enthalten, in dem der Ostgotenkönig Theoderich der Große ihn während seines Konsulats ermahnt, bei den Circusspielen in Rom für die angemessene Bezahlung der Akteure zu sorgen (Buch V, 42). Zwischen 525 und 535 wurde Maximus zum patricius ernannt. Ebenfalls von Cassiodor ist überliefert (Buch X, 11 und 12), dass er, möglicherweise aus Anlass seiner Heirat mit einer Frau aus dem gotischen Königsgeschlecht der Amaler, 535 mit dem militärischen Rang eines primicerius domesticus von König Theodahad ausgezeichnet wurde und das Vermögen eines Marcianus erhielt. Kaiser Justinian entzog ihm später die Hälfte dieses Vermögens und überließ es dem patricius Liberius.
Während der Belagerung von Rom durch die Goten im Jahr 537 wurden Maximus und weitere Senatoren von Belisar in Sicherheit gebracht. Er erhielt aber nach der Aufhebung der Belagerung die Erlaubnis, nach Rom zurückzukehren. Er nahm später, am 17. Dezember 546, während der Einnahme von Rom durch König Totila mit anderen Vornehmen Zuflucht im Petersdom. Während der Niederlage und dem Tod Totilas 552 in der Schlacht von Busta Gallorum befand sich Maximus in Kampanien, wo er von den erbitterten Goten getötet wurde.